# بيل كامبل (لاعب كرة قدم أسترالية)
بيل كامبل (بالإنجليزية: Bill Campbell)‏ هو لاعب كرة قدم أسترالية أسترالي، ولد في 3 ديسمبر 1904، وتوفي في 19 مارس 2007.

## وصلات خارجية
- بيل كامبل على موقع AustralianFootball.com (الإنجليزية)
- بيل كامبل على موقع AFLtables.com (الإنجليزية)